# Clarina (Trento)
Clarina è un quartiere della città di Trento che si trova lungo la sponda sinistra del torrente Fersina, a sud rispetto al quartiere Bolghera.
Assieme a Bolghera, Casteller, Madonna Bianca, Man, San Bartolomeo e Villazzano Tre forma la circoscrizione amministrativa numero 10 di Oltrefersina del comune di Trento.
In questo quartiere si trova la scuola primaria "Clarina" facente parte dell'Istituto Comprensivo Trento 4 oltre ad una sede distaccata della biblioteca pubblica cittadina che offre circa 16.000 libri organizzati in specifiche sezioni.
Qui si trova anche la sede parrocchiale di San Carlo Borromeo.

## Storia
Un tempo zona rurale occupata da campi, serre e qualche maso, il quartiere ha vissuto una massiccia urbanizzazione negli anni settanta del ventesimo secolo.

## Sport
A Clarina esiste dal 1986 la società sportiva atletica locale che pratica l'atletica leggera. Impianti sportivi di considerevole interesse sono il Palaghiaccio e la BLM Group Arena. Sul territorio del quartiere, nel 2004, è stato aperto un bocciodromo dotato di due campi regolamentari.